# Comuna Västerås
Västerås (Västerås kommun) este o comună din comitatul Västmanlands län, Suedia, cu o populație de 142.131 locuitori (2013).

## Geografie

### Zone urbane
Lista celor mai mari zone urbane din comună (anul 2015) conform Biroului Central de Statistică al Suediei:
| Nr | Zona urbană      | Pop.    |
| -- | ---------------- | ------- |
| 1  | Västerås         | 117.746 |
| 2  | Skultuna         | 3.378   |
| 3  | Hökåsen          | 2.986   |
| 4  | Irsta            | 2.809   |
| 5  | Kvicksund        | 2.179   |
| 6  | Tillberga        | 2.151   |
| 7  | Barkarö          | 1.404   |
| 8  | Enhagen-Ekbacken | 1.091   |
| 9  | Dingtuna         | 1.021   |
| 10 | Tidö-Lindö       | 675     |

## Demografie
| \| Evoluția demografică în comuna Västerås, 1970–2015 \| Evoluția demografică în comuna Västerås, 1970–2015 \| Evoluția demografică în comuna Västerås, 1970–2015 \| Evoluția demografică în comuna Västerås, 1970–2015 \| Evoluția demografică în comuna Västerås, 1970–2015 \| \| ----------------------------------------------------------------------------------------------------- \| -------------------------------------------------- \| -------------------------------------------------- \| -------------------------------------------------- \| -------------------------------------------------- \| \| An \| \| \| Locuitori \| \| \| 1970 \| 1970 \| \| 116725 \| 116725 \| \| 1975 \| 1975 \| \| 117911 \| 117911 \| \| 1980 \| 1980 \| \| 117487 \| 117487 \| \| 1985 \| 1985 \| \| 117706 \| 117706 \| \| 1990 \| 1990 \| \| 119761 \| 119761 \| \| 1995 \| 1995 \| \| 123728 \| 123728 \| \| 2000 \| 2000 \| \| 126328 \| 126328 \| \| 2005 \| 2005 \| \| 131934 \| 131934 \| \| 2010 \| 2010 \| \| 137207 \| 137207 \| \| 2015 \| 2015 \| \| 145218 \| 145218 \| \| Sursa: SCB - Statistika Centralbyrån, Folkmängd efter region, civilstånd, ålder och kön. År 1968–2016 \| \| \| \| \| |      |  |           |        |
| Evoluția demografică în comuna Västerås, 1970–2015 |      |  |           |        |
| An |      |  | Locuitori |        |
| 1970 | 1970 |  | 116725    | 116725 |
| 1975 | 1975 |  | 117911    | 117911 |
| 1980 | 1980 |  | 117487    | 117487 |
| 1985 | 1985 |  | 117706    | 117706 |
| 1990 | 1990 |  | 119761    | 119761 |
| 1995 | 1995 |  | 123728    | 123728 |
| 2000 | 2000 |  | 126328    | 126328 |
| 2005 | 2005 |  | 131934    | 131934 |
| 2010 | 2010 |  | 137207    | 137207 |
| 2015 | 2015 |  | 145218    | 145218 |
| Sursa: SCB - Statistika Centralbyrån, Folkmängd efter region, civilstånd, ålder och kön. År 1968–2016 |      |  |           |        |